# Пора (партия)
Гражда́нская па́ртия «Пора́» (укр. Громадянська партія «Пора») — украинская политическая партия. С марта 2004 существовала в качестве общественного движения с аналогичным названием «Пора!». 12 января 2005 года на съезде преобразована в политическую партию.

## История
Учредительный съезд состоялся 12 января 2005 в Киеве, однако получить регистрационное свидетельство министерства юстиции с правом участия в парламентских и местных выборах 2006 года партии удалось только 1 августа 2005 года по решению суда.
По состоянию на 2020 год, партия находится в процессе подготовки к ликвидации, как не участвовавшая в выборах на протяжении последних десяти лет.

### Руководство
Лидером партии является депутат Верховной рады Украины 6-го созыва, советник Премьер-министра Украины по вопросам иностранных инвестиций Владислав Каськив.
10 октября 2006 новым председателем партии взамен сложившего с себя полномочия Каськива на безальтернативной основе был выбран 34-летний член политсовета «Поры», бывший координатор молодёжного штаба БЮТ Евгений Золотарёв.
В начале марта 2007 на закрытом заседании центрального совета партии «Пора» весь состав политсовета партии во главе с его председателем Евгением Золотарёвым был отстранён от исполнения своих обязанностей, а лидером партии вновь стал Владислав Каськив, который позднее договорился с избирательным блоком «Наша Украина — Народная Самооборона» о вхождении партии в его состав.
16 августа 2007 в составе политсовета «Поры», однако, произошли изменения. Новым председателем политсовета вместо Владислава Каськива был избран Ярослав Годунок, который обвинил своего предшественника в том, что тот «предал партию, купил себе место в списке [избирательного блока „Наша Украина — Народная Самооборона“] и решил ради этого продвигать решение о ликвидации партии».
20 августа 2007 на съезде партии её руководство было переизбрано. Вместо Владислава Каськива, отсутствовавшего на съезде, главой партии был избран Ярослав Годунок. Под его руководством съезд принял решение о выходе из НУНС, об отзыве своих кандидатов из списка блока и о самостоятельном участии в выборах. В НУНС решение «Поры» назвали незаконным и обвинили организаторов съезда в подделке партийной печати. Тем не менее Центризбирком зарегистрировал Гражданскую партию «Пора» в качестве самостоятельного участника выборов. 4 сентября Киевский апелляционный суд в высшей инстанции отменил решение ЦИК, чем удовлетворил иск НУНС. Вскоре после этого Центризбирком вернул в список НУНС кандидатов от «Поры» и снял с регистрации список сторонников Ярослава Годунка.

### Акции
В конце 2004 года «Пора» активно участвовала в Оранжевой революции на Украине, организовав всеукраинскую студенческую забастовку против фальсификации результатов второго тура президентских выборов и инициировав установку палаточных городков.
В преддверии визита на Украину российского президента Владимира Путина в марте 2005 «Пора» выступила с заявлением, в котором потребовала от него извинений перед украинцами за «некорректные действия» во время президентской кампании 2004 года, высказав предположение, что в то время он мог стать жертвой дезинформации и некомпетентности собственных политических советников и информаторов. Лидеры организации заявили, что «Пора» «готова поддержать демократические процессы, которых ждёт братский российский народ».
С 18 по 31 октября 2007 партия Пора развернула палаточный лагерь, требуя отставки губернатора Черниговской области Владислава Атрошенко. После акции, губернатор Атрошенко был отстранён.
3 апреля 2007 года партия Пора развернула блок-посты для защиты и обеспечения полномочий ЦИК Украины.
5 апреля, к парламентским выборам, стало известно о создании клона политической партии ПОРА, целью которого было привлечь внимание к образованному блоку «Наша Украина — Народная самооборона» в который входит партия ПОРА
.
В мае 2007 партия ПОРА выступила с публичным обвинением призыва председателя Верховной Рады Александра Мороза к иностранным государствам о посредничестве в затяжном политическом кризисе на Украине. Партия Пора заявила, что она против вмешательства иностранных государств во внутренние политические процессы на Украине.
В июне 2007 партия обратилась к президенту Виктору Ющенко с призывом создать рабочую группу по подготовке новой конституции Украины.
В декабре 2008 года партия провела массовую акцию, призывая граждан Украины формировать власть самостоятельно.

#### Выборы
Партия приняла участие в Парламентских выборах на Украине (2006), но не смогла преодолеть трёхпроцентный барьер. После этого руководитель партии Владислав Каськив сложил свои полномочия. За «Пору» в блоке с партией «Реформы и порядок» проголосовало 1,47 % избирателей.
По итогам Парламентских выборов на Украине (2007) блок «Наша Украина — Народная самооборона» занял третье место, получив 14,15 % голосов (72 места в парламенте), что позволило партии «Пора» провести в парламент одного депутата, лидера партии Владислава Каськива.